# بلدرچین‌های درختی
کبک‌های جنگلی یا بلدرچین‌های درختی (نام علمی: Dendrortyx) نام یک سرده از تیره بلدرچین جهان جدید است.

## گونه‌ها
- کبک جنگلی ریش‌دار
- کبک جنگلی تاج‌نخودی
- کبک جنگلی دم‌دراز